# Sarpsborg BK
Sarpsorg BK est un club de bandy norvégien basé à Sarpsborg et formé le 14 juin 1989.